# Veronica stenobotrys
Veronica stenobotrys là một loài thực vật có hoa trong họ Mã đề. Loài này được Boiss. & Blanche miêu tả khoa học đầu tiên.